# Carlina balfouris
Carlina balfouris là một loài thực vật có hoa trong họ Cúc. Loài này được Sennen mô tả khoa học đầu tiên năm 1927.